# Pascual Chabás
Pascual Chabás (nacido como Pascal Chavas, Aviñón, Francia, 27 de julio de 1850 - Buenos Aires, 20 de marzo de 1910) fue un comerciante francés radicado en Argentina  desde 1867. Fue uno de los colonos más importantes del sur de la Provincia de Santa Fe. Hoy en día un pueblo lleva su nombre, Chabás.

## Biografía
El joven Pascual Chavas, Francés nacido en Aviñón el 27 de julio de 1850, había cumplido apenas 17 años cuando, solo y sin mayores referencias ni contactos con el mundo hacia el que se había embarcado, llegó a Rosario en medio de la epidemia de Cólera de 1867.

## Trayectoria
Trabajó para Carlos Casado del Alisal en la Colonia Candelaria (hoy Casilda) y después emprendió por su cuenta un negocio de ramos generales. A partir de 1881, ya casado con Eugenia Sauberan, comenzó a invertir en tierras cercanas a Casilda.
El 7 de noviembre de 1881 compró 629 hectáreas a Carlos Casado del Alisal por $F 5000 (Pesos Fuertes) y dos años después, el 21 de agosto de 1883 compró 786,5 hectáreas a la misma persona por $F 6875. El 31 de agosto de 1886 compró 1573 hectáreas a César Benedetti y Aquiles Vicaro por $F 13750, el 12 de octubre de ese mismo año compró 786,5 hectáreas más por $F 6875, esta vez a Francisco Fontana, sumando un total de 3775 hectáreas por un precio de $F 32500 (sobre las cuales hoy se encuentra el casco urbano del pueblo al que se le atribuye su fundación) en las que reunió 5000 cabezas de ovinos que había importado de Europa.
A partir de reunir un número considerable de hectáreas comenzó a promover la radicación de decenas de familias francesas a las que fue vendiendo parcelas de sus campos y abrió una sucursal de ramos generales en la Villa que llevaría su nombre desde 1888.
Recorrió toda Europa junto con su familia en 1887, comprando insumos para la explotación de sus campos. Pero el naufragio de un barco que transportaba arpillera que había comprado en la India, sumió a Pascual en una crisis económica de la que ya no saldría. Hacia 1895 estaba radicado en Chabás con su familia, en una casa a dos cuadras al oeste de la estación del ferrocarril.
Establecido a principios del nuevo siglo en Buenos Aires, intento invertir en el negocio de divisas abriendo una casa de cambio en la calle 25 de Mayo y murió en esa ciudad el 20 de marzo de 1910. Hoy lo recuerda en su pueblo una estatua ubicada en la plaza San Martín, inaugurado en 1962